# Ярне, Анна Мария
Анна Мария Ярне (швед. Anna Maria Hjärne, урождённая Эренсверд (швед. Ehrensvärd); 1718—1798), — шведская придворная дама. Она служила обер-гофмейстериной (швед. överhovmästarinna) при королеве Швеции Софии Магдалене Датской с 1766 по 1777 год.

## Биография
Анна Мария Эренсверд родилась в семье Юхана Якоба Эренсверда и Анны Марии Маннерхейм. В 1739 году она вышла замуж за графа и члена риксрода Густава Адольфа Йерне. Она и её супруг были известными сторонниками партии «шляп». В эру свободы партии «шляп» и «колпаков» часто маневрировали так, чтобы их сторонники получали значимые места в придворных кабинетах, и когда должность старшей фрейлины кронпринцессы (с 1771 года королевы) Софии Магдалены должна была быть занята на постоянной основе вместо временно находящейся на ней Ульрики Катарины Стромберг в 1766 году, «шляпам» удалось продвинуть на это место Ярне. Однако назначение оставалось фактически формальным: предполагалось, что Ярне будет служить только в весьма торжественных случаях, а в реальности её функции будет исполнять её заместительница (сначала Эрнестина Пальмфельт, с 1767 года Шарлотта Спарре).
Ярне была приемлема для этой должности из-за её статуса риксродинны (швед. riksrådinna), жены члена риксрода, но Аксель фон Ферзен Старший считал её неподходящей и не обладающей достаточным характером, здравым смыслом и знанием французского языка для этой должности. Конфликт между Софией Магдаленой, которая пользовалась поддержкой партии «колпаков», и её свекровью, сторонницей партии «шляп», Луизой Ульрикой Прусской, проявился на публике, симпатии которой были на стороне Софии Магдалены. Анна Мария Ярне была сторонницей партии «шляп» и по некоторым не самым достоверным сведениям клеветала и распространяла слухи о Софии Магдалене.
В тогдашней газете «Dagligt Allehanda» была опубликована басня «Лисица и Горлица» (швед. Rävinnan och Turturduvan) 16 февраля 1771 года. Она повествовала о невинной Горлице (София Магдалена), которую оклеветала злая Лисица (Луиза Ульрика), которую поддерживали вторая Лисица (Анна Мария Ярне) и другие лисы (дворяне). Считалось, что идея с басней принадлежала партии «колпаков».
Во время революции 1772 года королева София Магдалена призналась Анне Марии Ярне, что боится, что теперь уже всесильный монарх разведётся с ней, потому что она знала, что он не любит её из-за того, что она не могла родить ему ребёнка, а также потому что на неё клеветали перед королём. Король Густав III был проинформирован об этом и подтвердил Акселю фон Ферсену Старшему, что он намеревается развестись с королевой из-за продатских заговоров и прелюбодеяния с риксродом Фредриком Риббингом, который, как было известно, ухаживал за ней, и датским посланником бароном Розенкроном, который переправлял письма от неё в Данию. Королева, как известно, развлекалась в обществе Риббинга, который развлекал её комплиментами, а однажды рассмешил её карикатурой на её старшую фрейлину, Анну Марию Ярне, которая, по некоторым сообщениям, сказала королю, что королева беременна и что «риксрод Риббинг — её фаворит». Король дал Ульрике Катарине Стромберг, которая была очень любима королевой, задание проверить заявления, сделанные Ярне. Стромберг сообщила, что она не осмелилась расспросить об этом саму королеву, но она выведала у её камер-фрейлины (швед. kammarfru) Шарлотты Хельман сведения, «которые почти не оставляли сомнений, тем более что самые ясные доказательства можно было обнаружить на постельном белье королевы». Аксель фон Ферсен Старший, однако, не советовал разводиться и заявил, что нет никаких других причин подозревать её в продатских настроениях, кроме её привязанности к своим датским служанкам Ингрид Марии Веннер и Хансен, и что вполне понятно удовольствие, которое королева, будучи пренебрегаема мужем, испытывала от комплиментов Риббинга, которое было недостаточным, чтобы заподозрить её в фактическом прелюбодеянии. В результате вся эта история ни к чему не привела. В 1775 году король якобы извинился перед королевой за то, что поверил рассказу Ярне. Анна Мария Ярне была заменена в своей должности на Ульрику Стрёмфельт в 1777 году.